# ملعب الكاف
ملعب الكاف هو ملعب كرة قدم يقع في مدينة الكاف بالجمهورية التونسية، يحتوي على تسعة آلاف مقعد.
ويستخدم هذا الملعب من طرف أولمبيك الكاف الذي ينشط في الرابطة التونسية الثالثة لكرة القدم.